# Ragna Sperschneider
Ragna Sperschneider (* 9. Oktober 1928 in Halle; † 22. Juli 2003 in Teneriffa, geborene Ragna Krüger) war eine deutsche Goldschmiedin. Sie gilt als eine der wichtigsten Emailkünstlerinnen der zweiten Hälfte des 20. Jahrhunderts in Deutschland.

## Leben und Wirken
Ragna Sperschneider war das jüngste der drei Kinder der Eheleute Wilhelm und Margarete Krüger. Das Ehepaar hatte neben ihr noch die Tochter Gunda und den Sohn Holm. Der Vater übte den Beruf eines Zeichenlehrers aus, seine Ausbildung begann er in Halle an der Kunsthochschule Burg Giebichenstein und schloss sie später in Berlin und an der Universität Halle ab. Ihre Mutter besaß eine Ausbildung als Tapisseristin, so dass Ragna von frühester Kindheit an mit Kunsthandwerk in Berührung kam.
Sperschneider erhielt den ersten Teil ihrer künstlerischen Ausbildung ab 1945 an der Kunsthochschule Burg Giebichenstein bei Lili Schultz und Karl Müller. Hier erlernte sie die verschiedenen Emailtechniken sowie die dazu erforderlichen Metallbearbeitungen. Für beide Handwerkstechniken machte sie ihre Gesellenprüfung, 1948 im Emailhandwerk und 1950 als Gürtlerin. Während dieser Zeit bekam sie Kontakt zu ihrem späteren Ehemann, Hans Sperschneider, der an der Burg Giebichenstein Malerei studierte.
Nach einem einjährigen Aufenthalt an der Hochschule für Bildende und Angewandte Künste Berlin und dortiger Ausbildung bei Hans Uhlmann wechselte sie 1951 an die Hochschule für bildende Künste Hamburg. Dort wurde sie Schülerin von Wolfgang Tümpel, dessen Konzentration auf kunsthandwerkliche Arbeit gut zu ihrer bisherigen Ausbildung passte. Sie konnte vor allem ihre Fähigkeiten im Metallhandwerk vervollkommnen und profitierte bei der Entwicklung ihres eigenen Stils von Tümpels strenger und sachlicher Gestaltungsauffassung. Seit 1953 beteiligte sie sich mit ihren Werken an internationalen Ausstellungen. Ebenfalls noch während des Studiums erhielt 1954 ein von ihr entworfenes Schmuckstück die Silbermedaille der Mailänder Triennale. Die Ausbildung schloss sie 1956 ab.
Nach dem Studium begann sie ihre Tätigkeit als freischaffende Künstlerin in Hamburg. Der Hamburger Senat beauftragte sie ab 1955 mit der Gestaltung einer Vielzahl von Sportpreisen (vor allem für das Deutsche Derby und die Kieler Woche) und Gastgeschenken für internationale Besucher. Für eine silberne Teedose erhielt sie 1961 eine Auszeichnung der Hamburger Kulturbehörde. Einen weiteren Auftrag nahm sie 1967 an, als sie anlässlich eines Staatsbesuches eines emaillierte Dose für Farah Pahlavi anfertigte.
Es folgten diverse Aufträge der Stadt Hamburg sowie von Firmen und Kirchengemeinden aus Hamburg und dem Umland. Darunter waren mehr als 13 großformatige Schmucktafeln an verschiedenen neuen Bauwerken, wie dem Allgemeinen Krankenhaus Barmbek, der Fernmeldeschule und dem Physikalischen Staatsinstitut der Hamburger Universität. Ein heute noch zugängliches Beispiel für Sperschneiders Werk befindet sich im Apothekergarten in Planten un Blomen. Die dortigen Emailtafeln fertigte sie in Zusammenarbeit mit Vera Steckner-Crodel, jede der beiden Künstlerinnen schuf drei Platten, eine schufen sie gemeinsam. Für die Ausstattung von Kirchen mit liturgischem Gerät erhielt Ragna Sperschneider im Zeitraum von 1956 bis 1989 siebzehn Aufträge. Für diese Werke ist ihre klare und reiche Formensprache und die zurückhaltende Verwendung von Emailelementen auf metallenen Objekten charakteristisch.
Die großen öffentlichen Arbeiten waren nur ein Teil ihres Werkes. Es entstanden unzählige Haushaltsgegenstände wie Geschirr und Vasen sowie Schmuckstücke in einem eigenständigen unverkennbaren Stil, der sich durch glänzende Metallflächen, buntes Email, häufige Verwendung von Gruben- und Zellenschmelz und klare Formen auszeichnete. Gerade die heute kaum noch öffentlich verfügbaren Schmuckstücke fanden zur Entstehungszeit große Anerkennung. 1960 wurde ihr der Hessische Staatspreis für das Deutsche Kunsthandwerk verliehen. Die künstlerische Entwicklung Sperschneiders erreichte um 1970 ihren Höhepunkt, in den Jahren danach änderte sich ihr Stil kaum noch.
1952 heirateten Ragna und Hans Sperschneider, sie hatten eine gemeinsame Tochter Jacoba. Bis zu ihrem Tod wohnte Ragna Sperschneider in Hamburg und war dort als Künstlerin tätig.

## Werk (Auswahl)
- Apothekergarten in Planten un Blomen: Emailschmuckplatten, 1963.[13][14]
- Lukaskirche in Hamburg-Sasel, Abendmahlsgeschirr, 1965.
- Wandschmuck aus Email für ein Gebäude der Universität Hamburg am DESY, 1965. Mit Abmessungen von 2,40 m mal 5,40 m eines der größten Werke, es stellt Spuren in einer Blasenkammer dar.

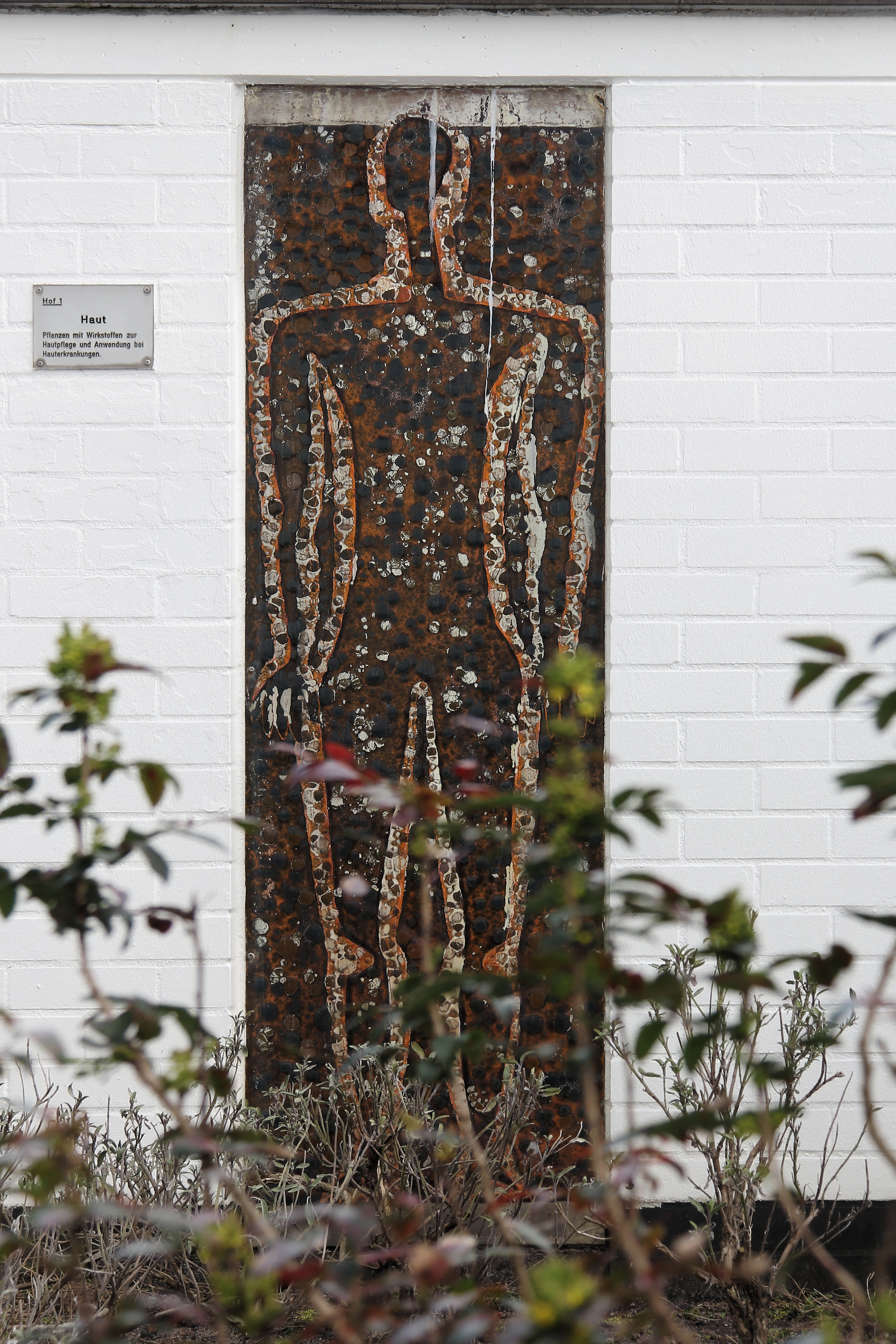
Schmuckplatte aus Planten un Blomen
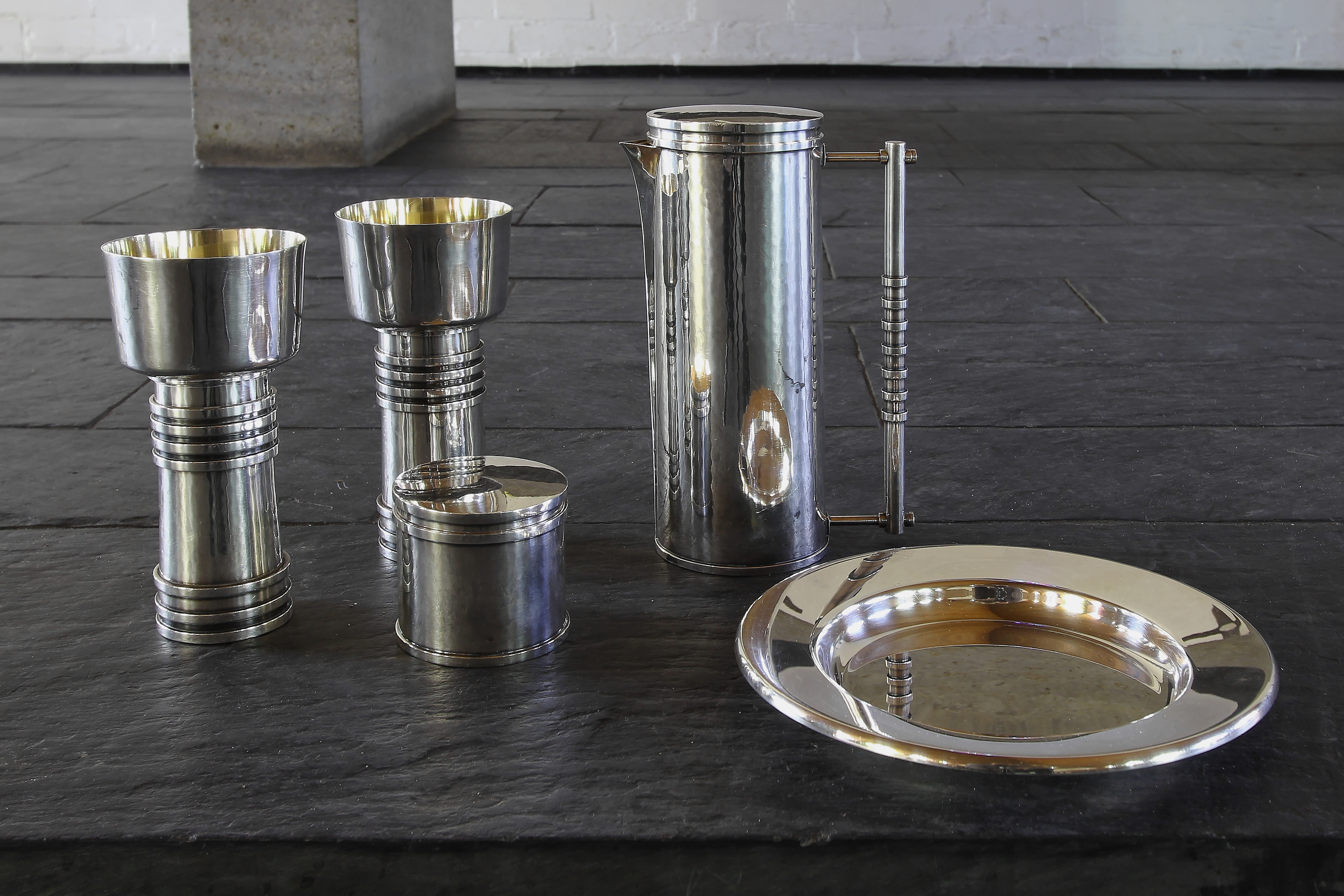
Abendmahlsgeschirr aus Sasel
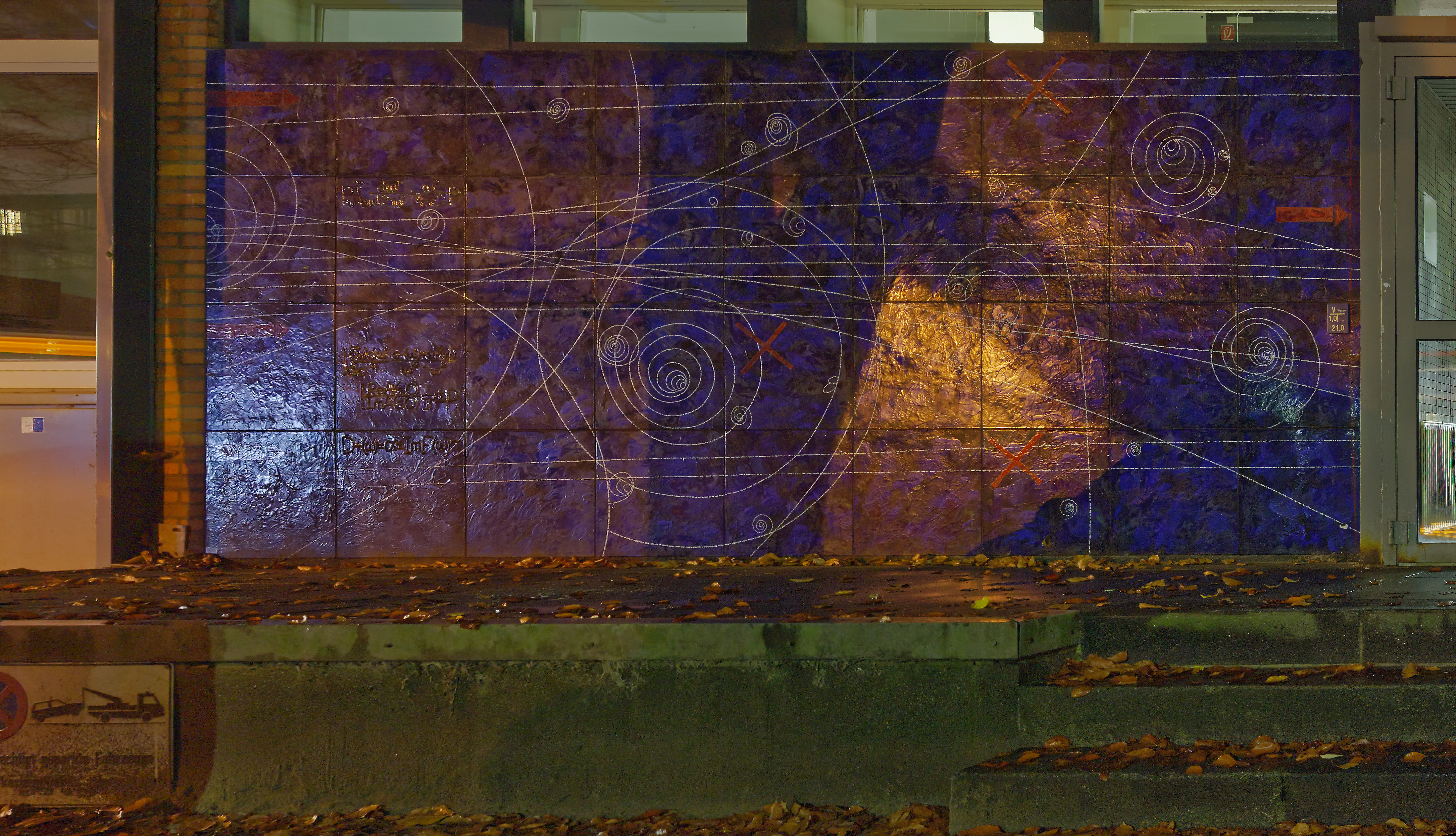
Bauschmuck am Physikalischen Institut

Einige ihrer Werke auf dem Gebiet der Haushalts- und Schmuckgegenstände befinden sich in der Sammlung des Museums für Kunst und Gewerbe in Hamburg. Zur Erinnerung an ihr Werk gab es achtzig Jahre nach ihrem Geburtsjahr eine Ausstellung ihrer Arbeiten, die in Hamburg, Halle und Coburg gezeigt wurde.